# Piattaforma girevole

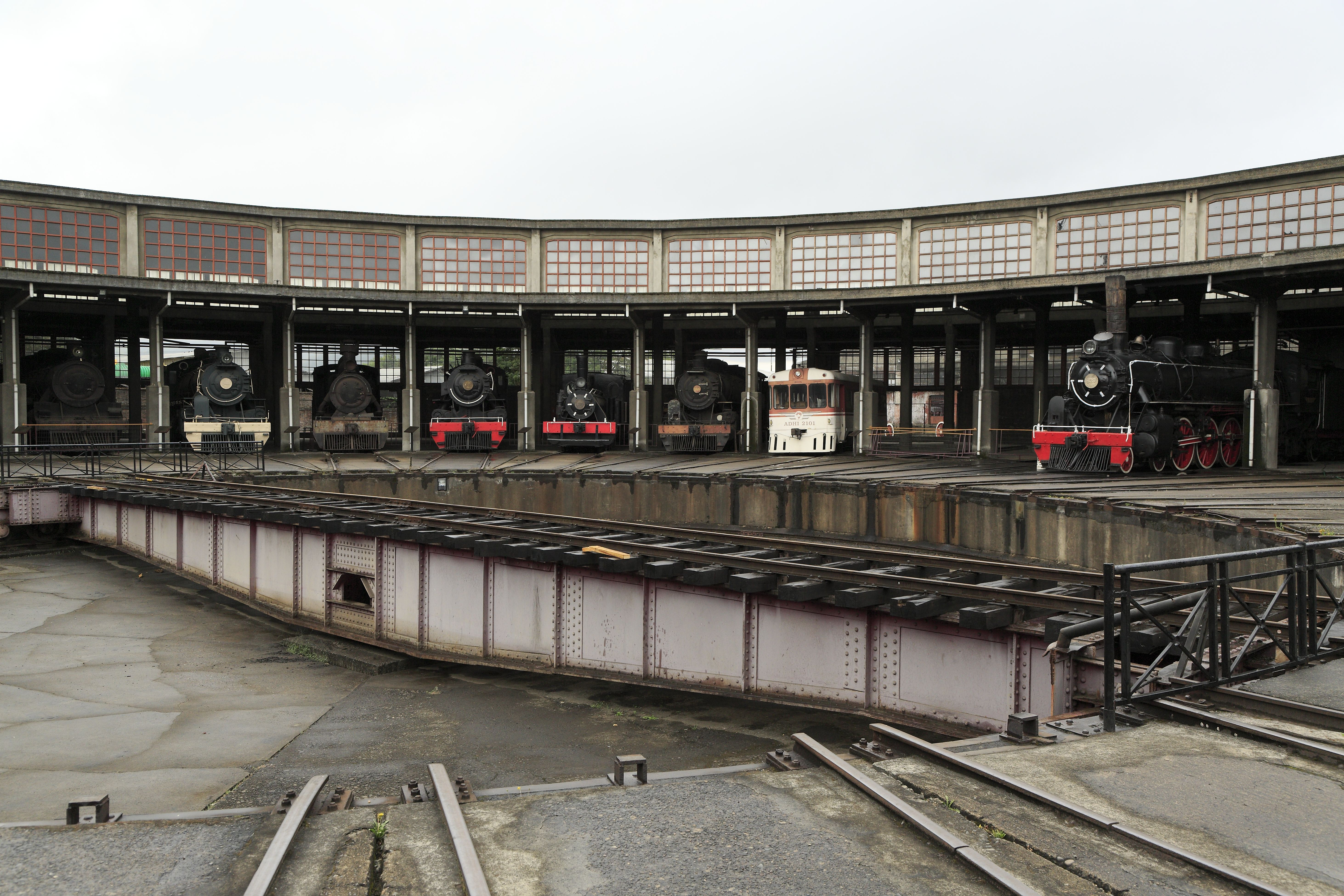

Nella tecnica delle ferrovie si definisce piattaforma girevole un apparecchio dell'infrastruttura fissa, in grado di compiere una rotazione, che è destinato a girare i veicoli ferroviari per instradarli su un altro binario o immetterli sul binario stesso ma in senso inverso. Trova utilizzo frequente nei depositi locomotive per permettere lo stazionamento delle locomotive nelle rimesse ma anche per lo spostamento delle carrozze e dei carri da un binario ad un altro in caso di spazi ridotti.

## Storia

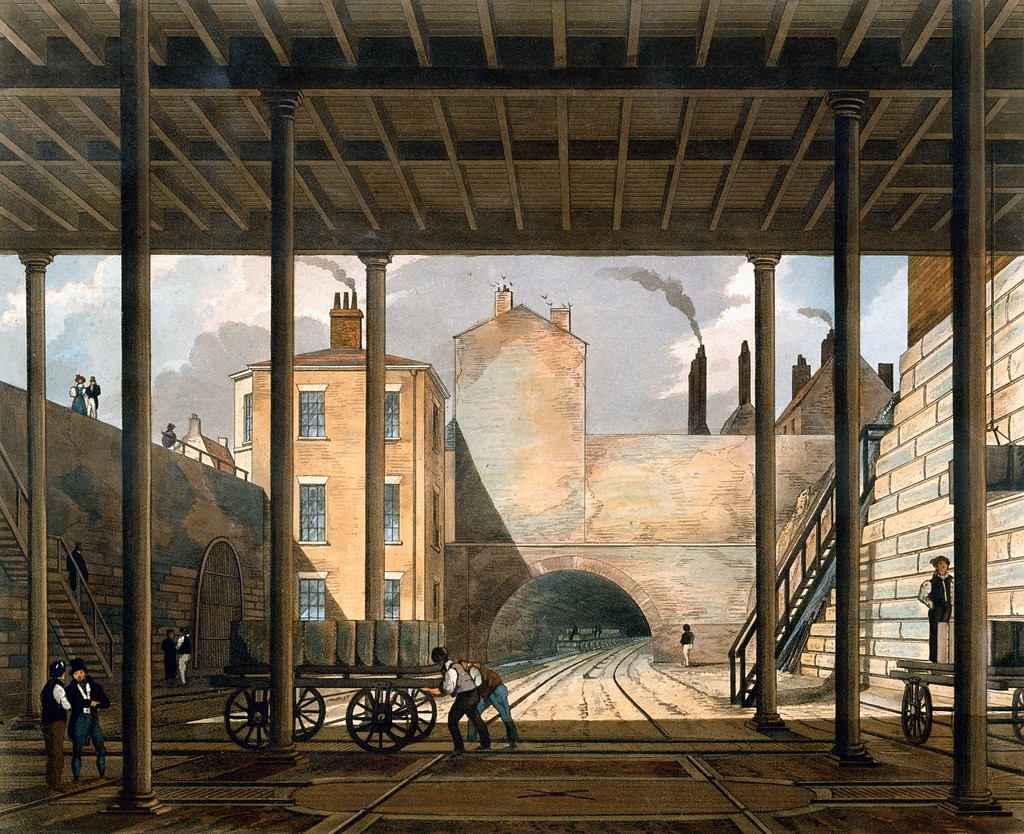
Ferrovia Liverpool-Manchester, 1831: piattaforme in stazione per manovrare carri merci tra un binario e il magazzino.

Ideate agli albori della ferrovia, e in Italia già presenti nel 1839 sulla Napoli-Portici, le piattaforme girevoli vennero presto distinte secondo la loro funzione, nel tipo per girare locomotive e in quello per instradare carri e carrozze su altro binario.
Le piattaforme per locomotive trassero la loro origine dal fatto che, generalmente, le locomotive a vapore per il servizio di linea non hanno un rodiggio simmetrico e sono concepite per un senso di marcia avanti, con camino disposto anteriormente. Pertanto era necessario, al termine della corsa, ruotarle di 180° per il viaggio di ritorno. Le piattaforme girevoli vennero inoltre utilizzate, disposte al centro di un gruppo di rimesse a settore circolare ("rotonde"), disposte concentricamente ad esse, per il ricovero delle macchine in sosta in attesa dell'utilizzo successivo o delle operazioni di officina o di manutenzione.

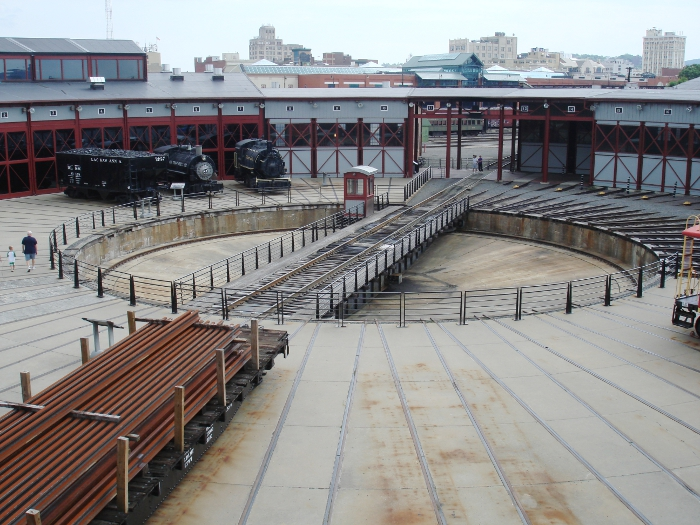
Museo "Steamtown Railroad" a Scranton, Pennsylvania; la piattaforma permette l'accesso alle rimesse disposte al suo esterno.

Le piattaforme per carri e carrozze invece nacquero per spostare i veicoli su altri binari, paralleli o divergenti, e furono utilizzate nei raccordi portuali e industriali e nei fasci viaggiatori delle stazioni che erano sovente affetti da una mancanza di spazio che impediva l'installazione di deviatoi.
Nel corso della seconda metà del XX secolo, nelle ferrovie europee, il passaggio dalla trazione a vapore alla trazione elettrica e Diesel, l'introduzione di locomotive con cabine di comando in ambedue le testate e l'uso sempre più frequente di materiale a composizione bloccata telecomandabile da carrozza semipilota ha progressivamente diminuito di molto la necessità delle piattaforme di giratura con differenze temporali tra rete e rete. Rimangono spesso solo per l'accesso alle rimesse o per girare locomotive o veicoli in casi particolari o nel caso di locomotive con cabina di guida su una sola testata.
Differente è la situazione negli Stati Uniti d'America ove buona parte delle locomotive Diesel sono costruite in maniera asimmetrica con cabina di guida da un solo lato.

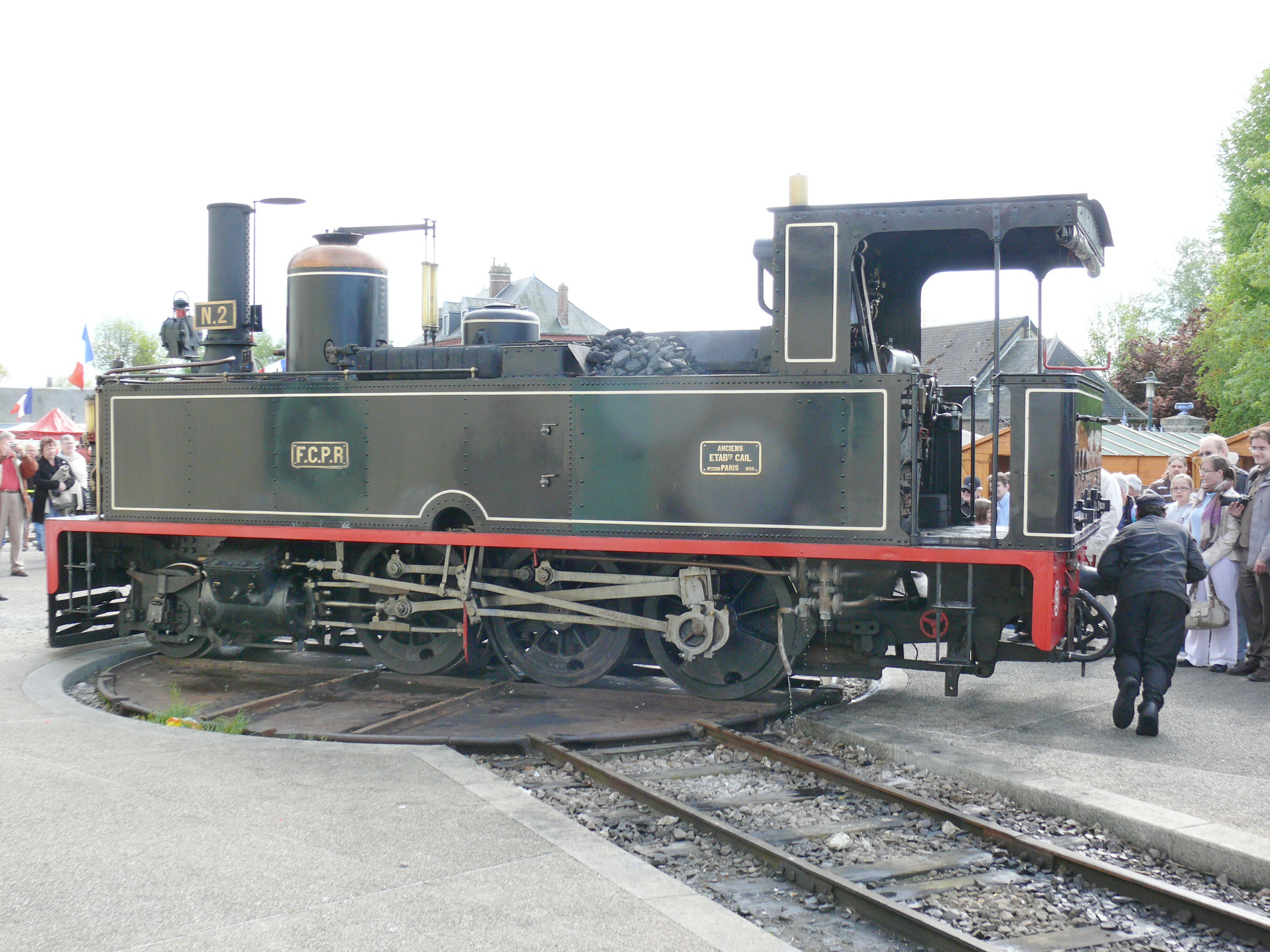
Giratura di locomotiva francese su piattaforma di medie dimensioni nella stazione di Noyelles, in Francia.

## Tecnica
Una piattaforma girevole è composta da:
- una fossa circolare ("tina") entro la quale trova posto il complesso delle apparecchiature ai cui bordi si affacciano i vari binari afferenti orientati in senso radiale;
- un piatto o un ponte mobile girevoli su cui è montato il binario destinato ad accogliere il veicolo da girare;
- un perno centrale di rotazione che sostiene il piatto o il ponte in corrispondenza del loro centro geometrico;
- le ruote, singole o a carrello poste alle due estremità (rispetto al perno centrale) che supportano il piatto permettendone la rotazione;
- un piano di rotolamento circolare sul quale girano le ruote (che può anche essere costituito da un binario circolare);
- i fermi ("naselli" o "catenacci") che, una volta azionati, servono a bloccare la rotazione della piattaforma in una posizione ben allineata al binario di uscita prescelto affinché questa non si muova durante il passaggio del rotabile[3].

Una caratteristica in base al quale vengono distinte le piattaforme è il loro diametro. Quelle più piccole di massima sono quelle destinate alla giratura dei carri merci e delle piccole locomotive. Un tempo molto diffuse, le piattaforme girevoli più piccole potevano essere ruotate a mano. Quelle più grandi, utilizzate per la giratura delle locomotive da treno e per i veicoli di maggior lunghezza, sono mosse da motori di vario tipo, a vapore, ad aria compressa o elettrici.
Le piattaforme di grande diametro (anche più di 20 m) sono spesso munite a ciascuna delle due estremità di una coppia di apparecchi di calzatura che vengono manovrati prima che la locomotiva impegni il binario di ingresso o di uscita per evitare che il peso della stessa inclini pericolosamente la piattaforma. Molto spesso, la posizione corretta dei calzatori e dei fermi viene segnalata da un apposito disco girevole o segnale luminoso. 
La costruzione delle piattaforme più grandi è differente rispetto a quelle più piccole:
- il perno centrale serve solo da guida e non supporta tutta la massa del dispositivo;
- la struttura, anziché a piatto circolare o a ponte sospeso su un perno centrale, è costituita da una coppia di travi a doppio "T" collegate fra di loro e poggianti su quattro (o più) coppie di carrelli motorizzati in grado di scorrere su due (o più) rotaie circolari concentriche sulle quali si scarica la massa complessiva del dispositivo;
- la fossa non necessita che sia profonda come nel primo caso[4] ma solo sufficiente a contenere i carrelli e il telaio.

Uno svantaggio del sistema è il maggiore attrito, rispetto al solo perno centrale, che i carrelli incontrano per muoversi e che richiede una notevole forza di trazione dei motori.

### Azionamento

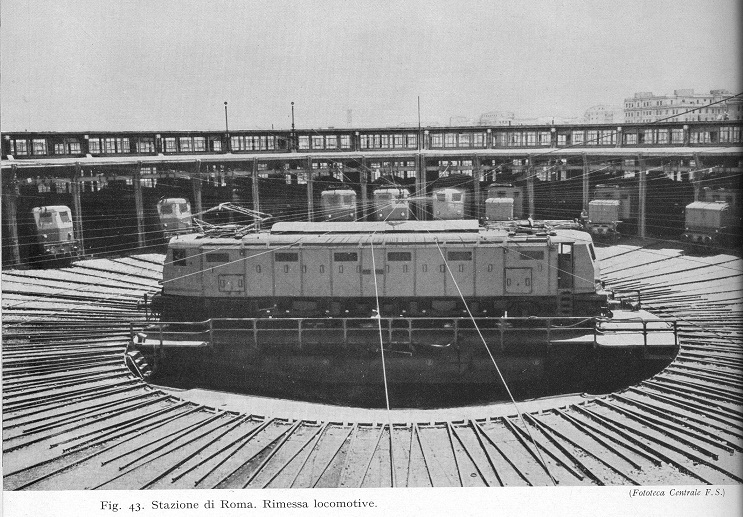
La rimessa circolare e la piattaforma girevole del deposito locomotive di Roma San Lorenzo probabilmente nel 1961. Negli stalli della rimessa sostano varie locomotive dei gruppi FS E.626 ed E.428. Sul ponte della piattaforma una locomotiva del gruppo E.428 (sottogruppo E.428.123-203, probabilmente l'unità 216). Il pantografo alzato e la posizione dell'asse della macchina non coincidente col baricentro del ponte dimostrano che la locomotiva stava entrando, o uscendo, dalla piattaforma (le norme FS prescrivono che durante lo spostamento del ponte il pantografo rimanga abbassato per evitare che esso s'impigli nella linea aerea di contatto. Analogamente, viene vietato l'attraversamento del ponte da parte della macchina per prevenire l'impigliamento del pantografo nella congiunzione dei cavi al centro).

Le piattaforme vennero, dall'inizio, concepite perché fosse possibile il loro azionamento con la sola forza manuale di uno o più agenti. Ciò era possibile in quanto il piatto o il ponteggio che supportava il binario e il veicolo erano interamente sospesi, al centro, su un grosso perno in ghisa mediante un supporto lubrificato. Si faceva sempre attenzione perché la massa del veicolo fosse disposta il più possibile in maniera da far coincidere il centro di gravità con il centro della piattaforma; ciò era piuttosto problematico per le locomotive con tender per le quali si ricorreva al taglio del tender e alla giratura singola dei due elementi (a meno che la lunghezza della piattaforma non ne permettesse l'opportuna disposizione equilibrata). L'aumento delle dimensioni delle piattaforme rese necessaria l'adozione di carrelli di guida alla due estremità dei ponti e di apparecchi di calzatura, manovrabili mediante leve o volantini, costituiti da zeppe o puntelli in grado di sostenere il peso del veicolo in entrata e in uscita, evitando che la travata si inclinasse. La manovra dei dispositivi, obbligatoria, collegava insieme i calzatoi e i fermi di bloccaggio in posizione e, a manovra correttamente eseguita, disponeva a via libera un apposito segnale a disco o luminoso.
Le grandi piattaforme sono costruite con azionamento a motore (anche se in caso di guasto è sempre previsto un loro azionamento manuale mediante grosse leve amovibili); le motorizzazioni più antiche usavano motori a vapore ma si passò presto all'uso dei motori ad aria compressa o a quelli elettrici. In molti casi vengono usati entrambi. Un caso a parte erano le piattaforme delle ferrovie inglesi e di altri paesi che adottavano la frenatura a vuoto ove al posto dei motori ad aria compressa venivano usati quelli a vuoto. 
Il sistema di trasmissione adottato per far muovere la piattaforma è generalmente di due tipi:
- trasmissione del moto del motore tramite una ruota dentata che ingrana in una dentiera circolare disposta tutt'intorno ai bordi della fossa;
- mediante un carrello motore, solidale con la piattaforma, azionato dal motore pneumatico o elettrico; l'aderenza necessaria affinché faccia ruotare l'insieme è fornita dall'azione di molle compresse tra cassa e carrello o di contrappesi disposti sul telaio del carrello stesso, aumentata se necessario dall'azione di una sabbiera.

L'aria compressa necessaria al motore viene fornita da uno o più serbatoi montati sui fianchi della piattaforma; questi vengono caricati da un impianto a terra collegato quando occorra o dalla stessa locomotiva mediante gli accoppiatori flessibili della condotta. L'elettricità ai motori viene fornita mediante linea apposita disposta all'interno della fossa circolare e captata con dispositivi striscianti.

## Diffusione delle piattaforme girevoli

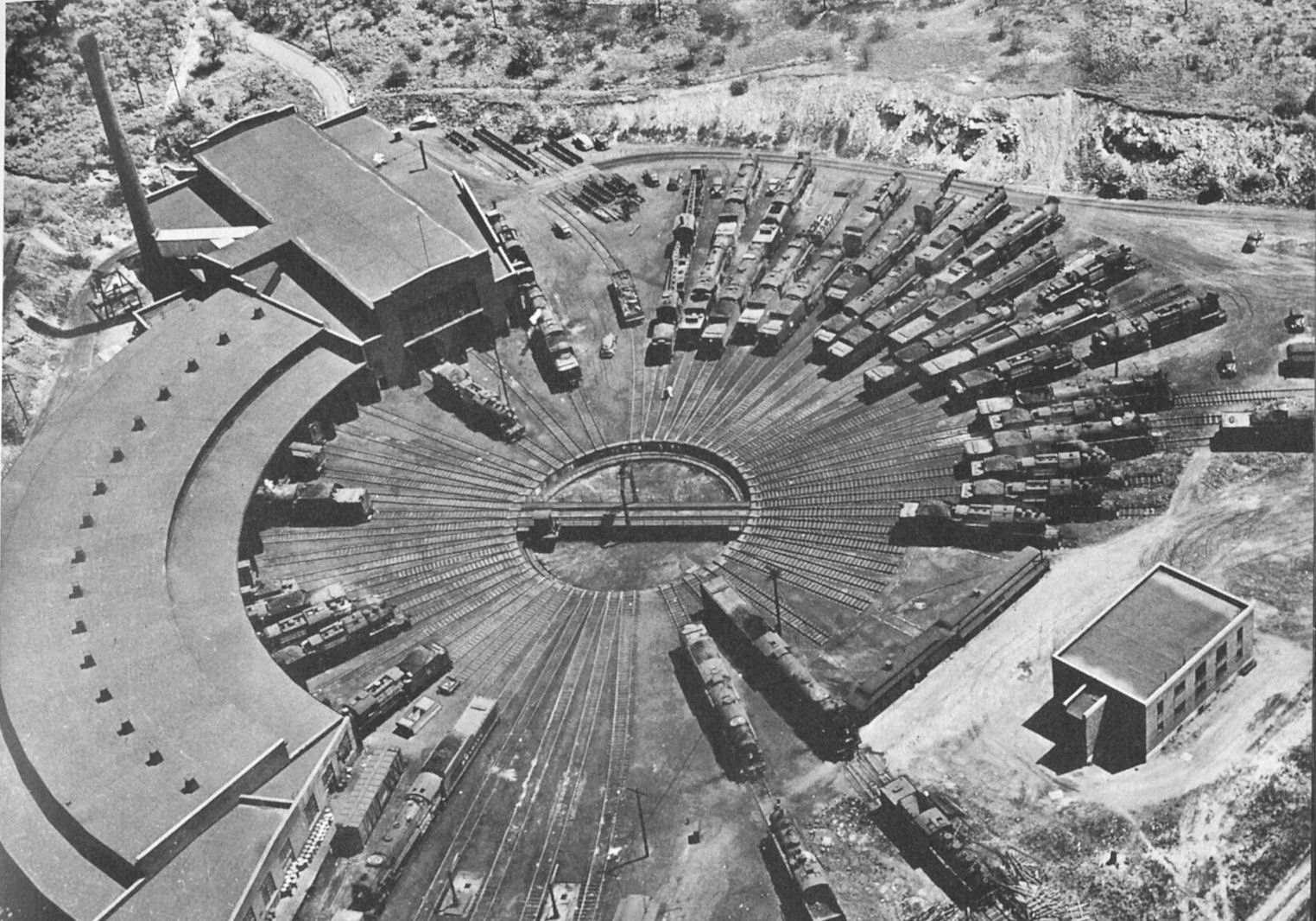
La piattaforma girevole di Allentown (Pennsylvania) nel 1961. Da essa si dipartono i binari di ricovero delle locomotive, allo scoperto e nelle rimesse circolari.

Le piattaforme girevoli come abbiamo visto hanno rappresentato nel tempo un accessorio indispensabile per qualunque tipo di impianto ferroviario; conseguentemente il loro uso si è diffuso rapidamente in ogni parte del mondo con realizzazioni dalle più piccole a quelle di dimensioni mastodontiche. Tra le più grandi piattaforme ricordiamo, quella della Union Pacific Railroad, costruita nel 1941 per le sue locomotive classe 4000, le Big Boy, del diametro di 40,47 m; o quelle da 41 m costruite a Ogden nello Utah, a Green River e Laramie nel Wyoming. Prima che fosse distrutta da un incendio nel 1962 esisteva anche in nord California una piattaforma da 45,72 m.

## Piattaforme girevoli in Italia
In Italia le FS ereditarono dalle preesistenti aziende ferroviarie piattaforme di diversi tipi e di varie dimensioni, che furono mantenute in esercizio operando per quanto possibile l'unificazione dei componenti e delle funzioni.
In particolare nel decennio 1905-1914, al termine di un'impegnativa campagna di catalogazione e adeguamento dei tipi costruttivi eseguita dalle Officine Materiale Fisso di Pontassieve, risultavano in uso piattaforme per girare carrelli, nei magazzini e nelle officine, con piatto girevole e diametri compresi fra i 2 m e i 2,215 m; per girare carri e carrozze, con piatto girevole e diametri compresi fra i 4 m e i 4,5 m; per girare carri, carrozze ed eccezionalmente locomotive, con piatto girevole e diametro di 5,5 m; e per girare locomotive, con ponte e diametri compresi fra i 7 m e i 21,5 m.

### Piattaforme girevoli operative
Un inventario delle piattaforme ancora operative esistenti in Italia negli anni Settanta del Novecento negli impianti delle Ferrovie dello Stato dava i seguenti risultati:
- piattaforme di diametro 4,5 m e 5,5 m, rispettivamente 2 unità e 14 unità (di cui 3 a scartamento 0,95 m, in Sicilia)
- diametro 7 m e 8,5 m, rispettivamente 2 unità e 24 unità
- diametro 9,5 m: 19 unità
- diametro da 11,6 a 12,8 m: rispettivamente, 5 unità da 11,6 m, una da 11,7 m, una da 11,8 m, 4 da 12 m e una da 12,8 m
- diametro da 14,5 a 16 m: rispettivamente, 2 unità da 14,5 m, 39 da 15 m, una da 15,8, due da 16 m e tre da 17 m
- diametro da 18 a 20 m: rispettivamente, 20 unità da 18 m, 4 da 18,5 m, una da 18,7 m e 4 da 20 m
- diametro da 21 a 22 m: rispettivamente, 44 unità da 21 m, 4 unità da 21,5 m e 2 unità da 22 m

La scomparsa dei veicoli più corti e delle locomotive a vapore ha portato con sé la progressiva dismissione o smantellamento di molte piattaforme. Sopravvivono, spesso elettrificate e ammodernate, quelle a servizio delle rimesse circolari. La piattaforma del deposito di Mestre, è stata ricostruita per girare le locomotive E.464 e le E.414. Altre vengono mantenute in impianti usati da treni turistici a vapore: tra esse quelle di Asciano, Pistoia e Chiusi, del Museo ferroviario piemontese a Savigliano e del Museo ferroviario valsesiano nel capolinea della linea turistica Novara-Varallo.

## Galleria d'immagini

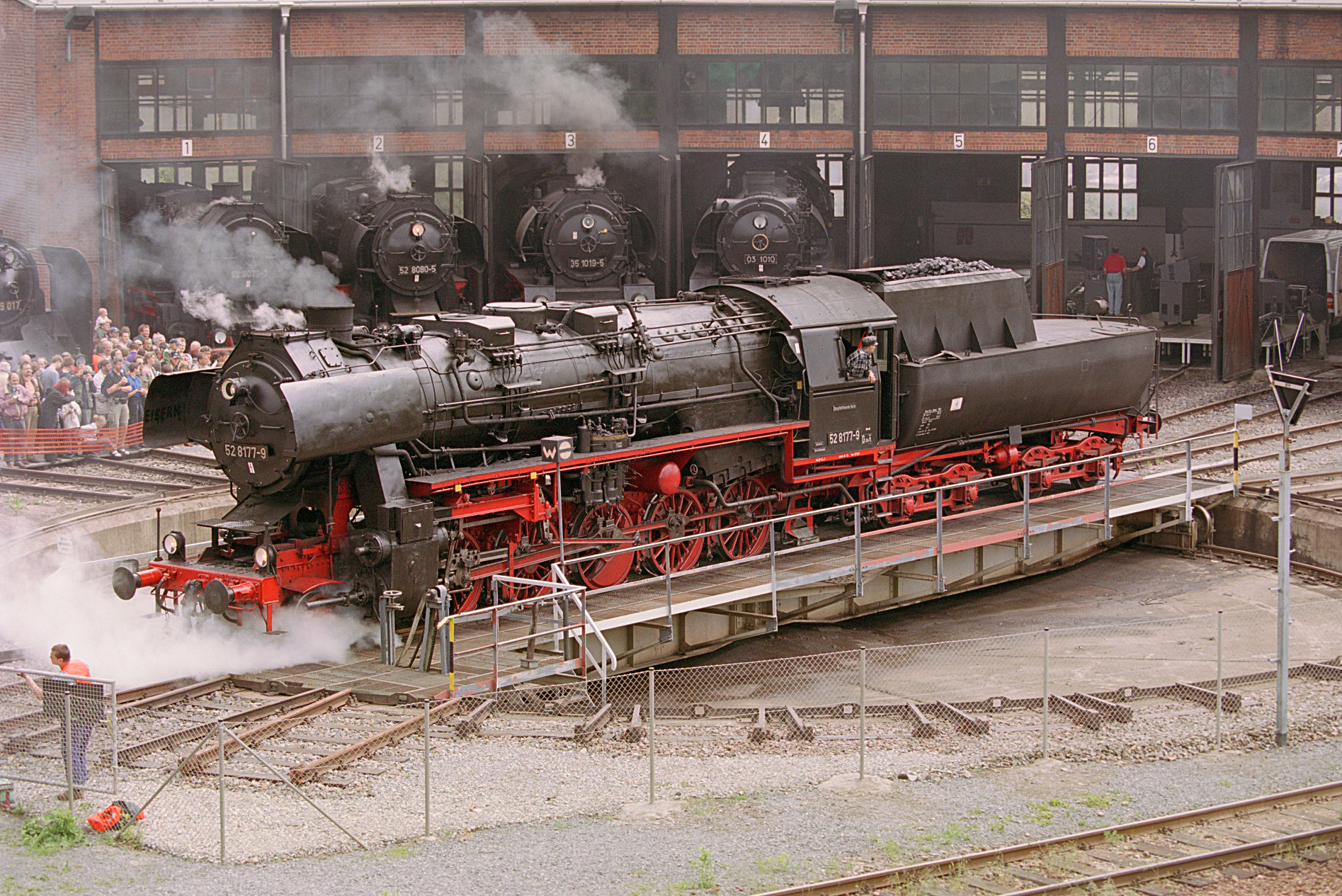
Giratura della locomotiva a vapore DB 52.8177 sulla piattaforma del deposito di Dresda nel 2003.
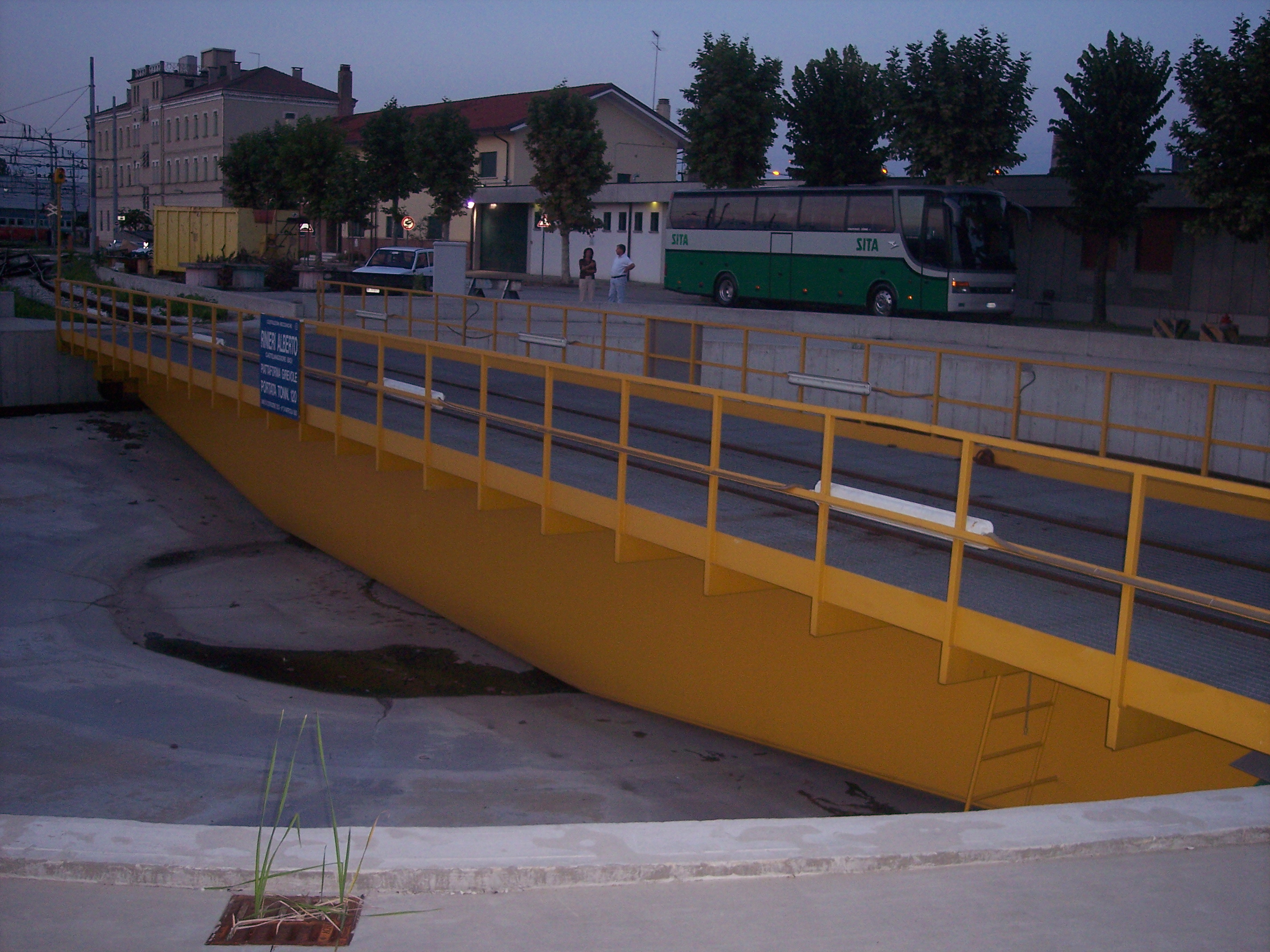
Piattaforma girevole di nuova costruzione a Mestre.
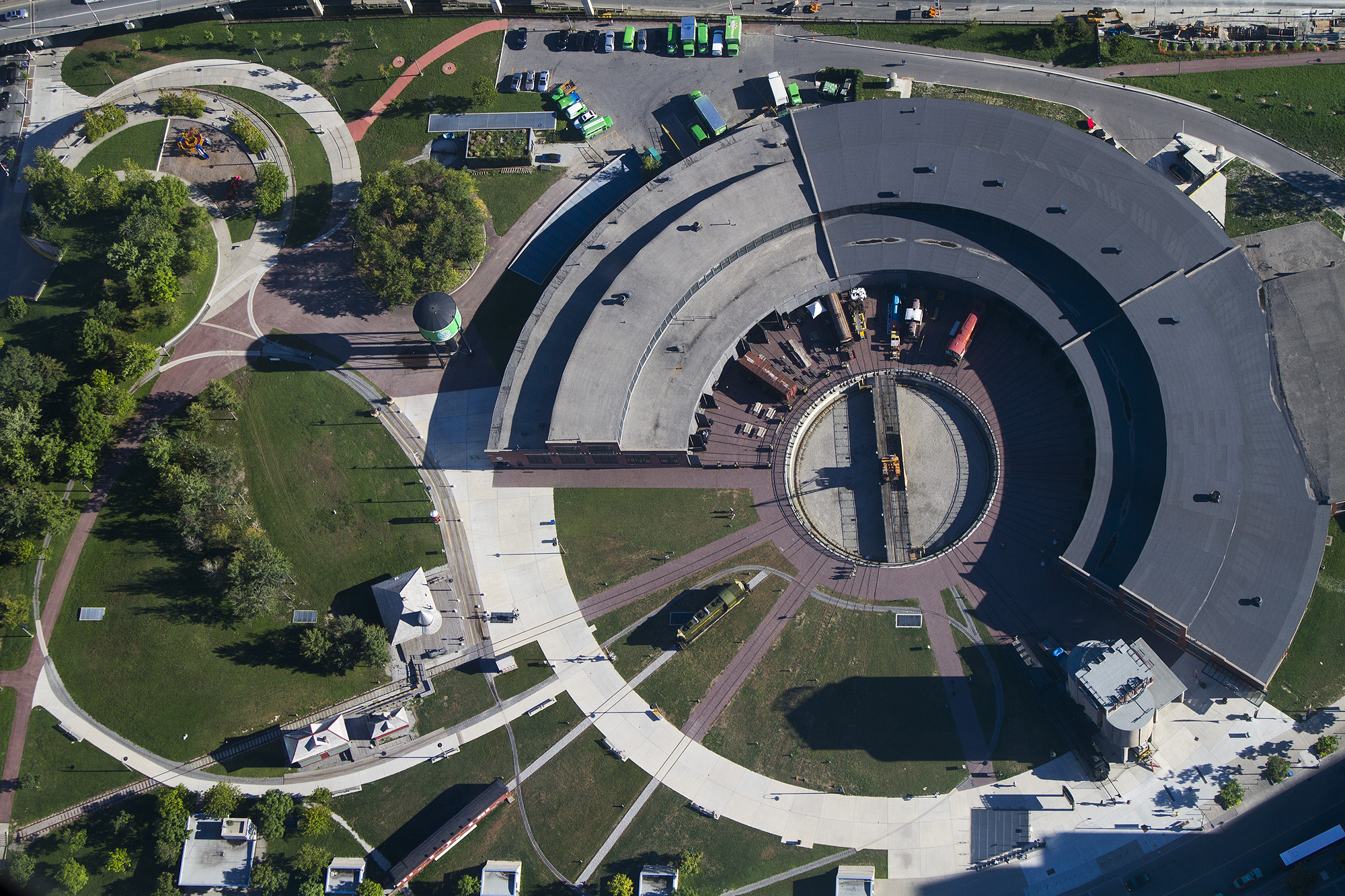
Vista dall'alto della piattaforma girevole e della rimessa circolare del deposito di Toronto nel 2012.
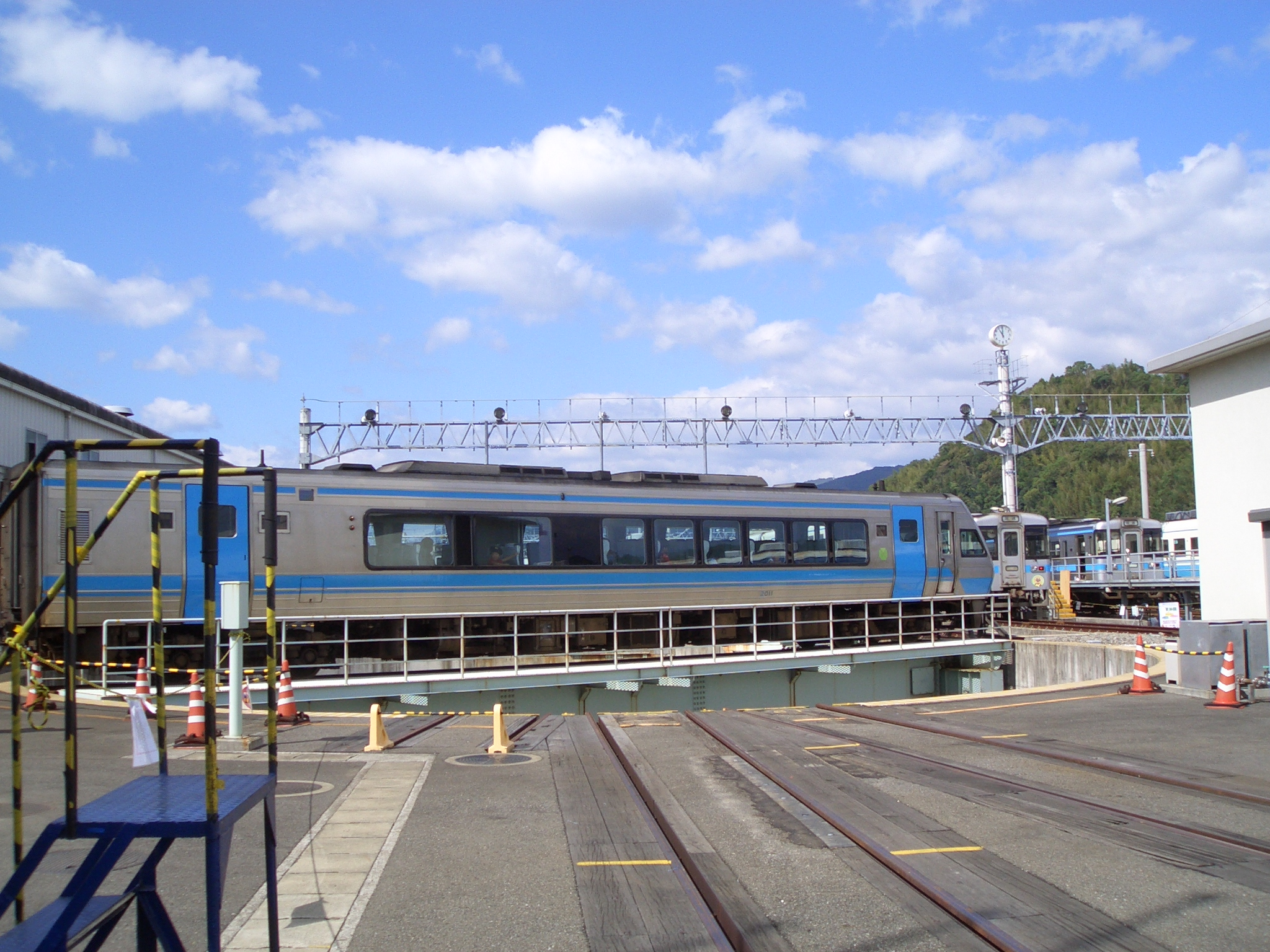
Piattaforma di Kōchi Untensho, in Giappone; giratura di un elettrotreno monocabina, nel 2006